# Улица Десятого Октября
Улица Десятого Октября — короткая, около 150 м, улица в городе Владимир. Проходит от улицы Батурина.
Жилая застройка — частный сектор деревянных домов XIX века постройки — сохранилась только по одной стороне улицы, нумерация сплошная, без деления на чётные и нечётные номера (д. 1 снесён в 2013 году).
Противоположную сторону улицы занимают строения Владимирского центрального рынка. Конфликт личных интересов собственников с городскими властями препятствует осуществлению реконструкции этой территории

## История
В начале XX века место, прилегающее к улице, стали называть Ново-Конной площадью потому, что сюда перенесли торговлю лошадьми с прежней Конной площади, находившейся в районе современного Манежного тупика.
На улице находилась конспиративная квартира, куда для встречи с местными социал-демократами приходил приехавший во Владимир 23 августа 1893 года В. И. Ленин. Исторический дом был снесён за ветхостью в 1925 году
Современное название улица получила в 1934 году.
22 апреля 1970 года на улице тожественно был открыт мемориал на месте дома, где в 1893 году побывал Ленин.
В 2013 году мемориал ремонтировался.
18 сентября 1991 года на 14 сессии Владимирского городского Совета народных депутатов была утверждена Программа топонимической реставрации города Владимир, в том числе список улиц, чьи исторические названия подлежат восстановлению, улица Десятого Октября в их числе.

## Достопримечательности

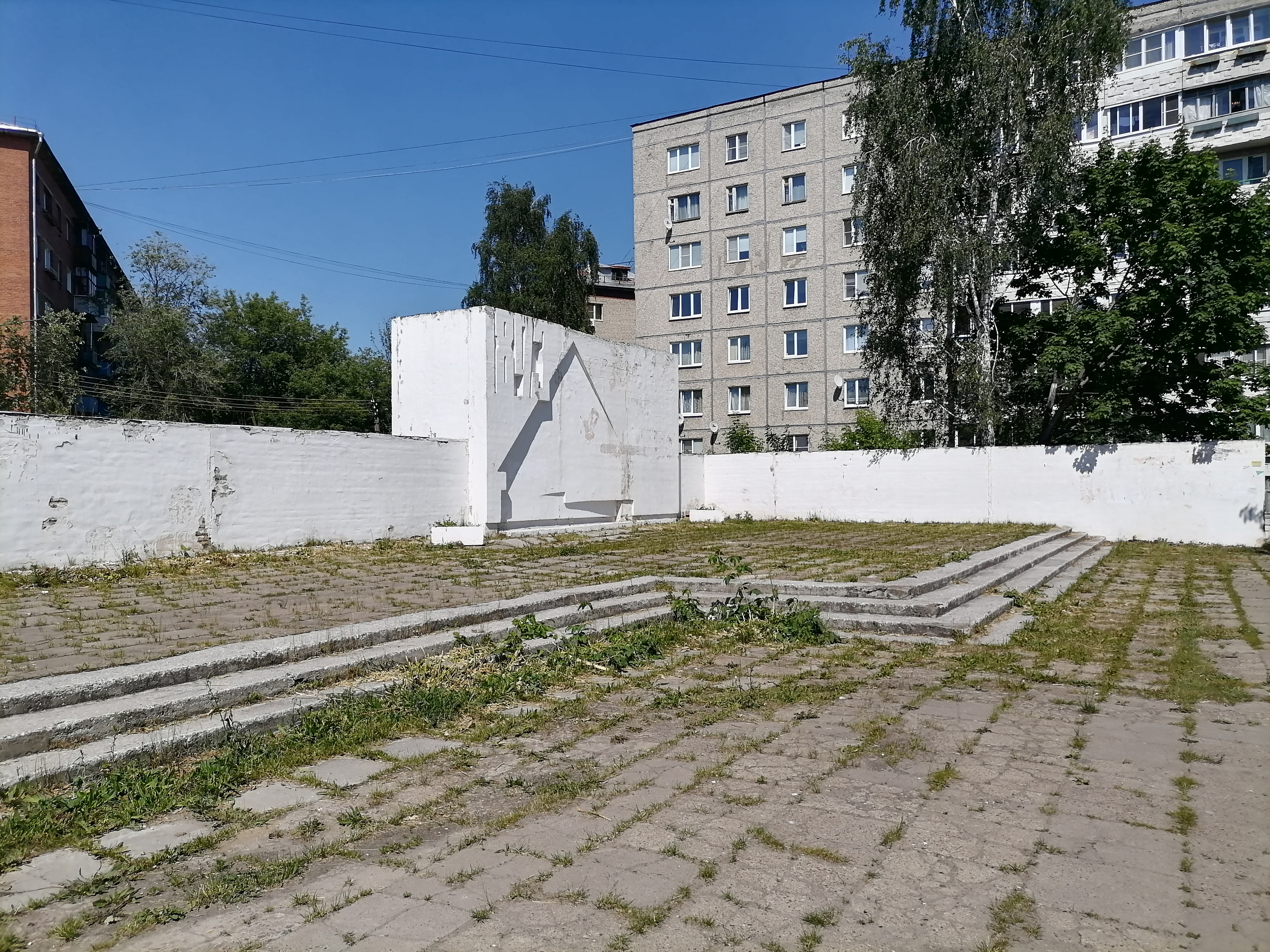
Заброшенный мемориал 1970 года на месте дома, где в 1893 году побывал Ленин

Мемориал на месте дома, где в 1893 году побывал Ленин.